# Serra da Mantiqueira
La Serra da Mantiqueira è una catena montuosa del sud-est del Brasile. Si estende per 500 km lungo i confini tra gli Stati di Minas Gerais, San Paolo e Rio de Janeiro.
Il suo punto più alto è Pedra da Mina a 2.798 metri sul livello del mare al confine degli Stati di Minas Gerais e San Paolo.